# Temo
Le Temo (Temu en langue sarde) est une rivière de l'ouest de la Sardaigne, qui coule dans les provinces  de  Sassari et d'Oristano.

## Le cours du Temo
Le Temo prend sa source au mont Calarighe sous le nom  «  Làcanu » jusqu'au lac Temo. Son cours supérieur borde la route SS292 (Alghero-Oristano) au nord-ouest de la Sardaigne . Peu après avoir traversé la ville de Bosa, il se jette dans la mer. Le fleuve est navigable sur 6 km en remontant le cours à partir de Bosa marittima et est le seul fleuve navigable de la région.
Le long de son cours  se trouvent deux barrages: 
- la Diga di Monte Crispu avec le but de protéger la ville de Bosa des inondations.
- la Diga dell'Alto Temo, formant un réservoir de 4,99 km2 conçu pour l'alimentation en eau[2].